# East Liberty (Ohio)
East Liberty é um lugar designado pelo censo localizado no condado de Logan no estado estadounidense de Ohio. No Censo de 2010 tinha uma população de 366 habitantes e uma densidade populacional de 89,61 pessoas por km².

## Geografia
East Liberty encontra-se localizado nas coordenadas 40° 20′ 02″ N, 83° 35′ 06″ O. Segundo o Departamento do Censo dos Estados Unidos, East Liberty tem uma superfície total de 4.08 km², da qual 4.08 km² correspondem a terra firme e (0%) 0 km² é água.

## Demografia
Segundo o censo de 2010, tinha 366 pessoas residindo em East Liberty. A densidade populacional era de 89,61 hab./km². Dos 366 habitantes, East Liberty estava composto pelo 98.63% brancos, o 0% eram afroamericanos, o 0.55% eram amerindios, o 0% eram asiáticos, o 0% eram insulares do Pacífico, o 0.82% eram de outras raças e o 0% pertenciam a duas ou mais raças. Do total da população o 1.64% eram hispanos ou latinos de qualquer raça.